# Tanti auguri
«Tanti auguri» (с итал. — «Удачи» или «С наилучшими пожеланиями») — семнадцатый сингл итальянской поп-певицы Рафаэллы Карра, выпущенный в 1978 году итальянским подразделением CBS Records International и распространяемый компанией Sugar Music. Эта песня считается одной из визитных карточек исполнительницы.

## История и содержание
«Tanti auguri» прозвучала в качестве вступительной темы для телепрограммы Rete 1 Ma che sera. Музыкальное видео — первое цветное для Карра — было снято в парке «Италия в миниатюре» в Римини.
В тексте песни описываются свободные сексуальные привычки итальянки, которая превозносит «занятия любовью» по всей стране, «как в городе, так и в сельской местности» (in campagna ed in città). Первая строка припева, «как прекрасно заниматься любовью от Триеста и южнее» (come è bello far l’amore da Trieste in giù), стала крылатой среди итальянцев.
Песня была переведена на испанский язык Маноло Диасом Мартинесом под названием «Hay que venir al sur» (Нужно ехать на юг), также в исполнении Карра, и стала хитом в испаноязычных странах. Было записано несколько кавер-версий, в том числе Анне Вески на эстонском языке под названием «Jätke võtmed väljapoole» (Оставь ключи снаружи), Паулой Койвуниеми на финском языке под названием «Astun aurinkolaivaan» (Я поднимаюсь на борт солнечного корабля) и Астой Пилипайте при участии Гинтаре Караляунайте на литовском языке под названием «Debesėlis» (Облако).
После смерти Карра в 2021 году песня получила новую волну популярности на стриминговых платформах, что позволило ей получить золотой сертификат в Италии.

## Чарты
| Чарт (1978)              | Высшая позиция |
| ------------------------ | -------------- |
| Испания (AFE)            | 27             |
| Италия (Musica e dischi) | 9              |
| ФРГ (GfK)                | 45             |

## Сертификации
| Регион                                                                      | Сертификация | Продажи |
| --------------------------------------------------------------------------- | ------------ | ------- |
| Италия (FIMI)                                                               | Золотой      | 35 000  |
| Данные о продажах + прослушиваниях приведены только на основе сертификации. |              |         |